# Tungvikt i grekisk-romersk stil i brottning vid olympiska sommarspelen 1984
Herrarnas brottningsturnering i grekisk-romersk stil i viktklassen tungvikt vid olympiska sommarspelen 1984 avgjordes i Anaheim Convention Center i Anaheim. 

## Medaljörer
| Klass    | Guld                     | Silver            | Brons                      |
| Tungvikt | Vasile Andrei · Rumänien | Greg Gibson · USA | Jožef Tertei · Jugoslavien |

## Resultat
- TO — Vinst genom fall

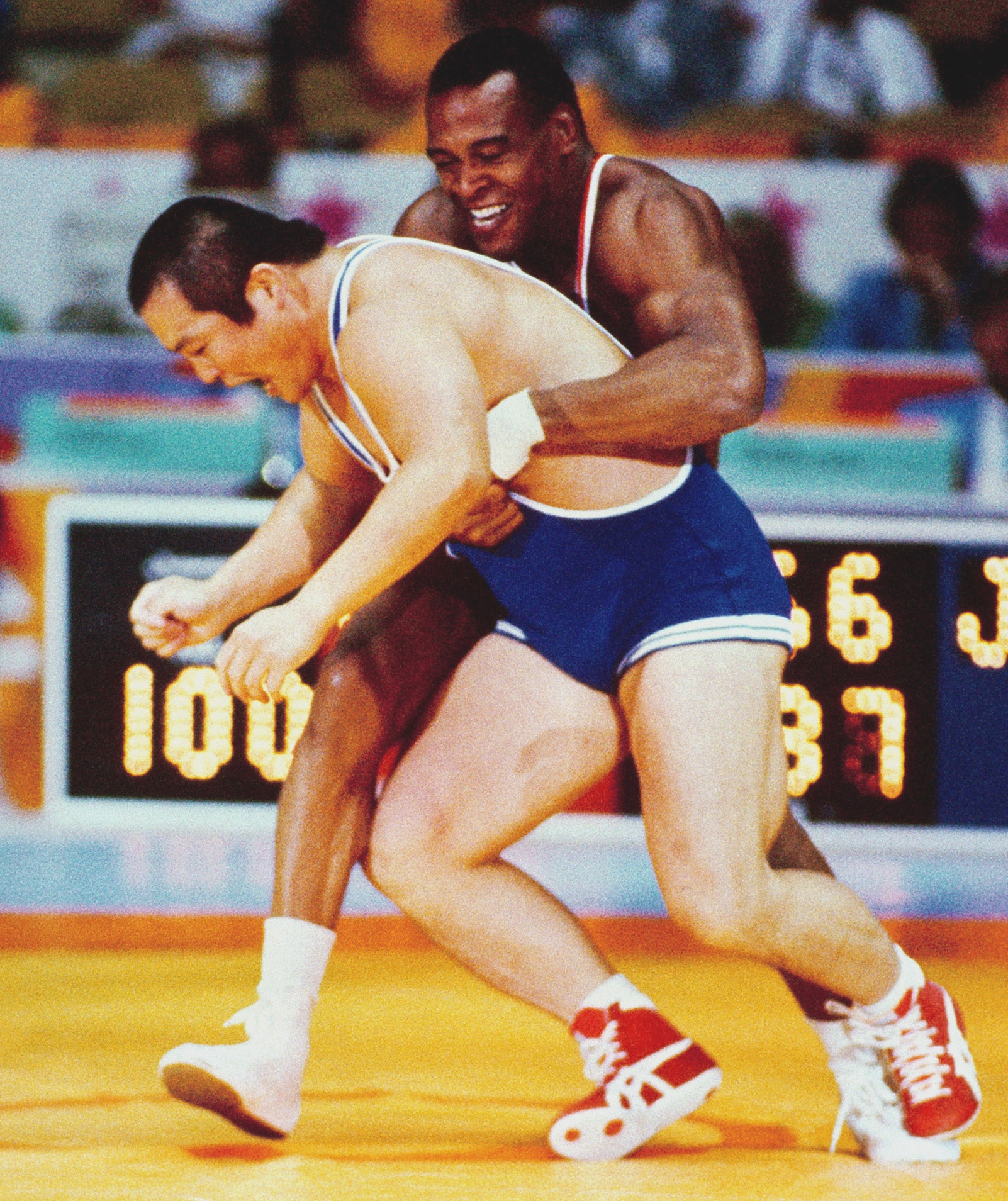
Amerikanske Greg Gibson besegrade japanen Yoshihiro Fujita (blå)

- SP — Vinst genom överlägsenhet, 12-14 poängs skillnad, förloraren med poäng
- SO — Vinst genom överlägsenhet, 12-14 poängs skillnad, förloraren utan poäng
- ST — Vinst genom teknisk överlägsenhet, 15 poäng skillnad
- PP — Vinst genom poäng, förloraren med tekniska poäng
- PO — Vinst genom poäng, förloraren utan tekniska poäng
- PA — Vinst genom att motståndaren skadas
- DQ — Vinst genom förverkande
- D2 — Båda brottarna diskvalificerade på grund av passivitet  (0-0 poäng)
- DNA — Dök inte upp
- L — Förluster
- ER — Elimineringsrunda
- CP — Klassificeringspoäng
- TP — Tekniska poäng

- PA — Vinst genom att motståndaren skadats

### Elimineringsrunda

#### Pool A
| L              |                             | CP       | TP       |                             | L        |          |
| Omgång 1       | Omgång 1                    | Omgång 1 | Omgång 1 | Omgång 1                    | Omgång 1 | Omgång 1 |
| -------------- | --------------------------- | -------- | -------- | --------------------------- | -------- | -------- |
| 0              | Georgios Pikilidis (GRE)    | 3-1 PP   | 7-1      | Franz Pitschmann (AUT)      | 1        |          |
| 1              | Karl-Johan Gustavsson (SWE) | 0-4 ST   | 0-13     | Vasile Andrei (ROU)         | 0        |          |
| Omgång 2       |                             |          |          |                             |          |          |
| 0              | Georgios Pikilidis (GRE)    | 4-0 ST   | 16-1     | Karl-Johan Gustavsson (SWE) | 2        |          |
| 2              | Franz Pitschmann (AUT)      | 0-4 ST   | 2-15     | Vasile Andrei (ROU)         | 0        |          |
| Sista omgången |                             |          |          |                             |          |          |
|                | Georgios Pikilidis (GRE)    | 0-3.5 PS | 4:05     | Vasile Andrei (ROU)         |          |          |

| Brottare                    | L | ER | CP | Sista |
| --------------------------- | - | -- | -- | ----- |
| Vasile Andrei (ROU)         | 0 | -  | 8  | 3.5   |
| Georgios Pikilidis (GRE)    | 0 | -  | 7  | 0     |
| Franz Pitschmann (AUT)      | 2 | 2  | 1  |       |
| Karl-Johan Gustavsson (SWE) | 2 | 2  | 0  |       |

#### Pool B
| L              |                        | CP       | TP       |                        | L        |          |
| Omgång 1       | Omgång 1               | Omgång 1 | Omgång 1 | Omgång 1               | Omgång 1 | Omgång 1 |
| -------------- | ---------------------- | -------- | -------- | ---------------------- | -------- | -------- |
| 1              | Fritz Gerdsmeier (FRG) | 0-4 TF   | 5:39     | Jožef Tertei (YUG)     | 0        |          |
| 0              | Greg Gibson (USA)      | 4-0 ST   | 14-1     | Yoshihiro Fujita (JPN) | 1        |          |
| Omgång 2       |                        |          |          |                        |          |          |
| 2              | Fritz Gerdsmeier (FRG) | 1-3 PP   | 1-6      | Greg Gibson (USA)      | 0        |          |
| 0              | Jožef Tertei (YUG)     | 4-0 TF   | 1:33     | Yoshihiro Fujita (JPN) | 2        |          |
| Sista omgången |                        |          |          |                        |          |          |
|                | Jožef Tertei (YUG)     | 1-3 PP   | 2-3      | Greg Gibson (USA)      |          |          |

| Brottare               | L | ER | CP | Sista |
| ---------------------- | - | -- | -- | ----- |
| Greg Gibson (USA)      | 0 | -  | 7  | 3     |
| Jožef Tertei (YUG)     | 0 | -  | 8  | 1     |
| Yoshihiro Fujita (JPN) | 2 | 2  | 1  |       |
| Fritz Gerdsmeier (FRG) | 2 | 2  | 0  |       |

### Slutkamper
|                          | CP        | TP        |                        |           |
| 5:e plats                | 5:e plats | 5:e plats | 5:e plats              | 5:e plats |
| ------------------------ | --------- | --------- | ---------------------- | --------- |
| Franz Pitschmann (AUT)   | 3-1 PP    | 7-5       | Fritz Gerdsmeier (FRG) |           |
| Bronsmatch               |           |           |                        |           |
| Georgios Pikilidis (GRE) | 0-3 PO    | 0-3       | Jožef Tertei (YUG)     |           |
| Final                    |           |           |                        |           |
| Vasile Andrei (ROU)      | 4-0 ST    | 12-0      | Greg Gibson (USA)      |           |